# (34097) 2000 PD12
2000 PD12 (asteroide 34097) é um asteroide da cintura principal. Possui uma excentricidade de 0.03953520 e uma inclinação de 22.74160º.
Este asteroide foi descoberto no dia 1 de agosto de 2000 por LINEAR em Socorro.